# Fjernsyn (band)
 For alternative betydninger, se Fjernsyn (flertydig). (Se også artikler, som begynder med Fjernsyn)
Fjernsyn er et dansk elektropop-band stiftet af musikerne Bo Feierskov, Hans Henrik Præstbro og Per Toftager i 2014. Trioen er mest kendt for EP-trilogien Rød, Grøn og Blå.

## Baggrund
Trioen Fjernsyn blev stiftet for "at dyrke det minimalistiske med simple hooks med rødder i europæisk synthesizerpop". I det officielle pressemateriale fra 2019 lægger bandet ikke skjul på, at der er fundet kraftig inspiration til den monotone, industrielle maskinlyd fra navne som Kraftwerk, Laid Back og Massive Attack, men at bandet også forsøger at blande mange andre forskellige referencer og musikperioder ind i deres kompositioner.
Ifølge bandmedlemmerne selv, er deres sange skrevet som musikalske kædebreve, hvor musikerne har frie hænder til at skrive om og sende tingene i en ny retning, indtil der findes en konsensus om sangenes form.
Fjernsyns sange har overvejende temaer som politik, forbrug og klima, boligindretning, biler og sågar porno på agendaen.

## Diskografi

### Album
- 2018 – S/H
- 2019 - Gul

### EP'er
- 2015 - Rød
- 2016 - Grøn
- 2016 - Blå

### Opsamlinger
- 2018 - RGB